# Karel Sikora
Karel Sikora (* 1951) je bývalý český fotbalista, obránce.

## Fotbalová kariéra
V československé lize hrál za TŽ Třinec. Nastoupil ve 4 ligových utkáních. Gól v lize nedal.

## Ligová bilance
| Ročník                                   | Zápasy | Góly | Klub      |
| ---------------------------------------- | ------ | ---- | --------- |
| 1. československá fotbalová liga 1975/76 | 4      | 0    | TŽ Třinec |
| CELKEM                                   | 4      | 0    |           |